# Cláudio Jorge
Cláudio Jorge de Barros (Rio de Janeiro, 3 de outubro de 1949) é um guitarrista , violonista, compositor  e cantor de música popular brasileira.
Em 2008, Mauro foi o vencedor do Concurso Nacional de Marchinhas Carnavalescas da Fundição Progresso, com a canção "Volante e Cachaça não Combinam".